# Dynoria
Dynoria är ett släkte av mångfotingar. Dynoria ingår i familjen Xystodesmidae.
Kladogram enligt Catalogue of Life:
| Dynoria | \| \| Dynoria icana \| \| \| \| \| \| Dynoria medialis \| \| \| \| |
|         | \| \| Dynoria icana \| \| \| \| \| \| Dynoria medialis \| \| \| \| |
|         | Dynoria icana                                                      |
|         |                                                                    |
|         | Dynoria medialis                                                   |
|         |                                                                    |